# Чемпіонат ФРН з футболу 1965—1966: Бундесліга
Сезон Бундесліги 1965–1966 був третім сезоном в історії Бундесліги, найвищого дивізіону футбольної першості ФРН. Він розпочався 14 серпня 1965 і завершився 28 травня 1966 року. Чинним чемпіоном країни був бременський «Вердер», який не зміг захистити чемпіонський титул і фінішував лише на четвертому місці, поступившись новому чемпіону, «Мюнхену 1860», п'ятьма турнірними очками.

## Формат змагання
Кожна команда грала з кожним із суперників по дві гри, одній вдома і одній у гостях. Команди отримували по два турнірні очки за кожну перемогу і по одному очку за нічию. Якщо дві або більше команд мали однакову кількість очок, розподіл місць між ними відбувався за співвідношенням забитих і пропущених голів. Команда з найбільшою кількістю очок ставала чемпіоном, а дві найгірші команди вибували до Регіоналліги.

## Зміна учасників у порівнянні з сезоном 1964–65
«Карлсруе» і «Шальке 04» посіли останні місця Бундесліги попереднього сезону і відповідно до регламенту мали залишити найвищий дивізіон. Утім згодом берлінську «Герту» було визнано винною у фінансових зловживаннях, покарання за які передбачало позбавлення ліцензії на виступи в Бундеслізі. Дещо пізніше Німецький футбольний союз ухвалив рішення про розширення Бундесліги до 18 команд. Тож «Карлсруе» і «Шальке 04» зберегли місця у лізі, до них приєдналися «Баварія» (Мюнхен) і «Боруссія» (Менхенгладбах), які виграли свої групи плей-оф Регіоналліги, а місце «Герти» зайняв інший берлінський клуб  «Тасманія 1900» аби з політичних міркувань Західний Берлін не втратив представництва в елітному футбольному турнірі ФРН.

## Огляд сезону
Сезон 1965–66 став дебютним у створеній двома роками раніше Бундеслізі для «Боруссії» (Менхенгладбах) і мюнхенської «Баварії», команд, які згодом стануть найуспішнішими в історії за кількістю перемог учасниками цього змагання. Сезон також був позначений першою участю в Бундеслізі двох команд з одного міста, причому обидва учасники тогорічного Мюнхенського дербі до останнього боролися за перемогу у сезоні. Вправнішим виявився «Мюнхен 1860», який на три очки обійшов земляків з «Баварії», яка задовільнилася бронзовими нагородами, і здобув свій перший титул чемпіонів Німеччини.
Боротьба унизу турнірної таблиці по суті точилася за непотрапляння на передостаннє, 17-те місце турнірної таблиці, оскільки головний невдаха сезону був визначений невдовзі після його початку — берлінська «Тасманія 1900» потрапила до Бендесліги виключно з політичних міркувань для представлення Західного Берліна у лізі і за підбором гравців і рівнем гри кардинально поступалася усім суперникам. Результати виступу цієї команди були катастрофічними, і вона встановила відразу низку антирекордів Бундесліги, багато з яких лишаються чинними і досі, — зокрема берлінці набрали найменше очок за сезон (лише 8), здобули лише дві перемоги за сезон, найбільше програли (28 матчів), найменше забили (15 голів за сезон) і найбільше пропустили (108 голів за сезон). Також їхня домашня гра проти менхенгладбаської «Боруссії» 15 січня 1966 року пройшла за найменшої присутності глядачів на трибунах для гри Бундесліги (827 осіб).

## Команди-учасниці
| Клуб                            | Стадіон             | Вміщує  |
| ------------------------------- | ------------------- | ------- |
| «Тасманія 1900»                 | Олімпіаштадіон      | 100,000 |
| «Айнтрахт» (Брауншвейг)         | Айнтрахтштадіон     | 38,000  |
| «Вердер»                        | Везерштадіон        | 32,000  |
| «Боруссія» (Дортмунд)           | Роте Ерде           | 30,000  |
| «Айнтрахт» (Франкфурт-на-Майні) | Вальдштадіон        | 87,000  |
| «Гамбург»                       | Фолькспаркштадіон   | 80,000  |
| «Ганновер 96»                   | АВД-Арена           | 86,000  |
| «Кайзерслаутерн»                | Бетценберг          | 42,000  |
| «Карлсруе»                      | Вільдпаркштадіон    | 50,000  |
| «Кельн»                         | Рейн Енергі Штадіон | 76,000  |
| «Майдеріхер»                    | Ведауштадіон        | 38,500  |
| «Боруссія» (Менхенгладбах)      | Бекельбергштадіон   | 34,500  |
| «Мюнхен 1860»                   | Грюнвальдер         | 44,300  |
| «Баварія» (Мюнхен)              | Грюнвальдер         | 44,300  |
| «Боруссія» (Нойнкірхен)         | Елленфельдштадіон   | 32,000  |
| «Нюрнберг»                      | Штедтішес Штадіон   | 64,238  |
| «Шальке 04»                     | Глюкауф-Кампфбан    | 35,000  |
| «Штутгарт»                      | Мерседес-Бенц Арена | 53,000  |

## Турнірна таблиця
| Поз | Команда                         | І  | В  | Н  | П  | ГЗ | ГП  | РГ  | О  | Кваліфікація або пониження                    |
| --- | ------------------------------- | -- | -- | -- | -- | -- | --- | --- | -- | --------------------------------------------- |
| 1   | «Мюнхен 1860» (C)               | 34 | 20 | 10 | 4  | 80 | 40  | +40 | 50 | Перший раунд Кубка чемпіонів 1966—1967        |
| 2   | «Боруссія» (Дортмунд)           | 34 | 19 | 9  | 6  | 70 | 36  | +34 | 47 | Другий раунд Кубка володарів кубків 1966—1967 |
| 3   | «Баварія» (Мюнхен)              | 34 | 20 | 7  | 7  | 71 | 38  | +33 | 47 | Перший раунд Кубка володарів кубків 1966—1967 |
| 4   | «Вердер»                        | 34 | 21 | 3  | 10 | 76 | 40  | +36 | 45 |                                               |
| 5   | «Кельн»                         | 34 | 19 | 6  | 9  | 74 | 41  | +33 | 44 |                                               |
| 6   | «Нюрнберг»                      | 34 | 14 | 11 | 9  | 54 | 43  | +11 | 39 | Перший раунд Кубка ярмарків 1966—1967         |
| 7   | «Айнтрахт» (Франкфурт-на-Майні) | 34 | 16 | 6  | 12 | 64 | 46  | +18 | 38 | Перший раунд Кубка ярмарків 1966—1967         |
| 8   | «Майдеріхер»                    | 34 | 14 | 8  | 12 | 70 | 48  | +22 | 36 |                                               |
| 9   | «Гамбург»                       | 34 | 13 | 8  | 13 | 64 | 52  | +12 | 34 |                                               |
| 10  | «Айнтрахт» (Брауншвейг)         | 34 | 11 | 12 | 11 | 49 | 49  | 0   | 34 |                                               |
| 11  | «Штутгарт»                      | 34 | 13 | 6  | 15 | 42 | 48  | −6  | 32 | Перший раунд Кубка ярмарків 1966—1967         |
| 12  | «Ганновер 96»                   | 34 | 11 | 8  | 15 | 59 | 57  | +2  | 30 |                                               |
| 13  | «Боруссія» (Менхенгладбах)      | 34 | 9  | 11 | 14 | 57 | 68  | −11 | 29 |                                               |
| 14  | «Шальке 04»                     | 34 | 10 | 7  | 17 | 33 | 55  | −22 | 27 |                                               |
| 15  | «Кайзерслаутерн»                | 34 | 8  | 10 | 16 | 42 | 65  | −23 | 26 |                                               |
| 16  | «Карлсруе»                      | 34 | 9  | 6  | 19 | 35 | 71  | −36 | 24 |                                               |
| 17  | «Боруссія» (Нойнкірхен) (R)     | 34 | 9  | 4  | 21 | 32 | 82  | −50 | 22 | Пониження у класі до Регіоналліги             |
| 18  | «Тасманія 1900» (R)             | 34 | 2  | 4  | 28 | 15 | 108 | −93 | 8  | Пониження у класі до Регіоналліги             |

1. ↑  «Боруссія» (Дортмунд) здобула Кубок володарів кубків 1965—1966 і кваліфікувалася до розіграшу турніру наступного сезону як діючий володар.

## Результати
| Команда                         | ТАС | АЙБ | ВЕР | БРД | АЙФ | ГАМ | ГАН | КАЙ | КАР | КЕЛ | МАЙ | БРМ | М60 | БАВ | БРН | НЮР | Ш04 | ШТТ |
| ------------------------------- | --- | --- | --- | --- | --- | --- | --- | --- | --- | --- | --- | --- | --- | --- | --- | --- | --- | --- |
| «Тасманія 1900»                 | —   | 0–2 | 1–1 | 0–2 | 0–3 | 0–4 | 1–5 | 1–1 | 2–0 | 0–6 | 0–9 | 0–0 | 0–5 | 0–2 | 2–1 | 0–1 | 1–2 | 0–2 |
| «Айнтрахт» (Брауншвейг)         | 3–1 | —   | 1–0 | 4–0 | 2–2 | 1–4 | 2–1 | 1–1 | 2–0 | 1–2 | 1–0 | 1–1 | 2–2 | 2–4 | 1–2 | 3–0 | 3–0 | 1–1 |
| «Вердер»                        | 5–0 | 4–0 | —   | 1–0 | 3–2 | 2–0 | 3–3 | 4–1 | 3–1 | 2–1 | 2–0 | 2–0 | 0–2 | 1–1 | 5–2 | 1–0 | 2–0 | 3–1 |
| «Боруссія» (Дортмунд)           | 3–1 | 1–1 | 2–1 | —   | 3–0 | 2–2 | 4–0 | 4–0 | 4–1 | 3–2 | 1–1 | 3–1 | 0–2 | 3–0 | 1–0 | 2–0 | 7–0 | 4–0 |
| «Айнтрахт» (Франкфурт-на-Майні) | 4–0 | 4–1 | 1–0 | 4–1 | —   | 2–0 | 0–1 | 6–0 | 1–0 | 0–0 | 2–0 | 3–1 | 5–2 | 0–0 | 1–2 | 1–2 | 4–1 | 3–2 |
| «Гамбург»                       | 5–1 | 2–1 | 1–3 | 1–1 | 0–1 | —   | 2–1 | 4–1 | 8–0 | 2–2 | 2–0 | 5–0 | 1–2 | 0–4 | 3–0 | 0–2 | 1–1 | 4–1 |
| «Ганновер 96»                   | 5–0 | 1–1 | 2–1 | 1–1 | 4–1 | 0–0 | —   | 4–0 | 5–2 | 1–1 | 0–3 | 2–1 | 0–1 | 3–4 | 6–0 | 2–2 | 0–3 | 4–2 |
| «Кайзерслаутерн»                | 0–0 | 1–1 | 2–3 | 0–0 | 5–2 | 2–1 | 1–1 | —   | 1–0 | 3–2 | 1–0 | 1–2 | 3–0 | 1–2 | 0–0 | 0–0 | 3–2 | 1–2 |
| «Карлсруе»                      | 3–0 | 1–4 | 3–2 | 0–0 | 4–0 | 1–4 | 1–0 | 1–0 | —   | 2–1 | 0–4 | 3–3 | 1–1 | 1–0 | 1–1 | 1–2 | 1–0 | 3–0 |
| «Кельн»                         | 4–0 | 3–0 | 2–0 | 1–2 | 1–0 | 5–1 | 0–1 | 3–2 | 2–0 | —   | 1–1 | 2–2 | 3–1 | 6–1 | 4–2 | 2–1 | 2–1 | 3–1 |
| «Майдеріхер»                    | 3–0 | 4–1 | 1–2 | 2–1 | 0–0 | 3–1 | 2–2 | 2–2 | 8–2 | 2–3 | —   | 3–2 | 2–3 | 1–1 | 1–0 | 1–2 | 5–1 | 5–2 |
| «Боруссія» (Менхенгладбах)      | 5–0 | 1–0 | 0–7 | 4–5 | 1–2 | 0–0 | 2–0 | 2–0 | 1–1 | 2–3 | 1–2 | —   | 1–1 | 1–2 | 4–1 | 8–3 | 2–0 | 1–0 |
| «Мюнхен 1860»                   | 4–0 | 1–1 | 3–1 | 2–1 | 4–2 | 1–1 | 5–0 | 4–2 | 2–0 | 2–1 | 3–3 | 3–3 | —   | 1–0 | 4–1 | 1–1 | 3–0 | 0–0 |
| «Баварія» (Мюнхен)              | 2–1 | 2–2 | 3–1 | 0–2 | 2–0 | 3–0 | 3–1 | 3–0 | 5–1 | 1–4 | 3–0 | 5–2 | 3–0 | —   | 6–0 | 0–0 | 1–0 | 0–1 |
| «Боруссія» (Нойнкірхен)         | 3–1 | 1–0 | 1–2 | 1–3 | 1–6 | 1–1 | 1–0 | 1–4 | 1–0 | 2–1 | 0–1 | 1–1 | 1–9 | 0–4 | —   | 2–1 | 1–0 | 1–2 |
| «Нюрнберг»                      | 7–2 | 1–1 | 2–1 | 0–0 | 0–0 | 5–0 | 2–1 | 1–1 | 3–0 | 2–0 | 4–1 | 2–2 | 1–4 | 2–2 | 3–1 | —   | 1–0 | 1–1 |
| «Шальке 04»                     | 4–0 | 1–1 | 1–6 | 2–3 | 3–2 | 2–1 | 1–0 | 2–1 | 0–0 | 0–0 | 0–0 | 0–0 | 0–2 | 1–1 | 2–0 | 1–0 | —   | 2–0 |
| «Штутгарт»                      | 2–0 | 0–1 | 0–2 | 1–1 | 0–0 | 1–3 | 4–2 | 4–1 | 1–0 | 0–1 | 2–0 | 5–0 | 0–0 | 0–1 | 2–0 | 1–0 | 1–0 | —   |

## Найкращі бомбардири
31 гол
- Лотар Еммеріх («Боруссія» (Дортмунд))

26 голів
- Фрідгельм Конецка («Мюнхен 1860»)

20 голів
- Арнольд Шюц («Вердер»)

18 голів
- Петер Гроссер («Мюнхен 1860»)
- Ганнес Лер («Кельн»)
- Манфред Польшмідт («Гамбург»)

17 голів
- Вільгельм Губертс («Айнтрахт» (Франкфурт-на-Майні))
- Лотар Ульзас («Айнтрахт» (Брауншвейг))

16 голів
- Бернд Рупп («Боруссія» (Менхенгладбах))

15 голів
- Рудольф Брунненмаєр («Мюнхен 1860»)
- Ганс Зіменсмаєр («Ганновер 96»)

## Склад чемпіонів
| Мюнхен 1860 |
| --- |
| Воротар: Петар Раденкович (34). Захисники: Бернд Патцке (28); Ганс Райх (26); Манфред Вагнер (26); Рудольф Цайзер (12); Рудольф Штайнер (9). Півзахисники: Желько Перушич (34); Петер Гроссер (32 / 18); Отто Луттроп (22 / 1); Ганс Кюпперс (19 / 4); Вільфрід Коларс (19). Нападники: Фрідгельм Конецка (33 / 26); Альфред Гайс (31 / 10); Рудольф Брунненмаєр (27 / 15); Ганс Ребеле (22 / 5). (кількість ігор і голів наведені у дужках) Головний тренер: Макс Меркель . Були у заявці, але не брали участі у жодній грі чемпіонату: Вільфрід Тепе, Альфред Кольгойфль, Людвіг Брюндль, Ганс Фішер, Гельмут Ріхерт, Ернст Вінтергальдер. |